# Taj Mahal (film)
Pour les articles homonymes, voir Taj, Mahal (homonymie) et Taj Mahal (homonymie).
Pour plus de détails, voir Fiche technique et Distribution.
Taj Mahal est un film français, écrit et réalisé par Nicolas Saada, sorti en 2015.
L'histoire du film fait explicitement référence aux attentats de Bombay de novembre 2008 qui ont concerné le Taj Mahal Palace & Tower,.

## Synopsis
Louise a dix-huit ans lorsque son père doit partir à Bombay pour son travail. En attendant d’emménager dans une maison, la famille est d’abord logée dans une suite du Taj Mahal Palace. Un soir, pendant que ses parents dînent en ville, Louise, restée seule dans sa chambre, entend des bruits étranges dans les couloirs de l’hôtel. Elle comprend au bout de quelques minutes qu’il s’agit d’une attaque terroriste. Unique lien avec l’extérieur, son téléphone lui permet de rester en contact avec son père qui tente désespérément de la rejoindre dans la ville plongée dans le chaos.

## Fiche technique
Sauf indication contraire, les informations mentionnées dans cette section peuvent être confirmées par la base de données cinématographiques IMDb,  présente dans la section « Liens externes ».
- Titre français : Taj Mahal
- Réalisation : Nicolas Saada
- Scénario : Nicolas Saada
- Casting : Anmol Ahuja, Abhishek Banerjee, Antoinette Boulat, Gail Stevens
- Décors : Pascal Leguellec
- Photographie : Léo Hinstin
- Montage : Christophe Pinel
- Musique : Nicolas Godin (générique de fin musique Nick Drake[4])
- Production : Patrick Sobelman
- Sociétés de production : Ex nihilo, Artémis Productions, France 3 Cinéma, Canal+, Ciné+, France Télévisions, B Media 2013, Backup Media et A Plus Image 5
- Sociétés de distribution : Bac Films, Nikkatsu
- Pays d'origine :  France
- Langues : Français, anglais
- Format : couleur – 2,35:1 – DTS – Dolby Digital – SDDS – 35 mm
- Genre : drame
- Durée : 91 minutes
- Dates de sortie en salles :
  - France : 2 décembre 2015

## Distribution
- Stacy Martin : Louise
- Louis-Do de Lencquesaing : le père de Louise
- Gina McKee : la mère de Louise
- Alba Rohrwacher : Giovanna
- Frédéric Épaud : Pierre
- Praveena Vivekananthan : la concierge